# Heerda
Heerda ist eine Wüstung in der Flur des Dorfes Wölfis nahe Crawinkel im Landkreis Gotha in Thüringen.

## Geschichte
Die Siedlung Heerda wurde am 20. März 1143 im Mainzer Urkundenbuch UB II 37 erstmals genannt. Die Siedlung gehörte zur Grafschaft Mühlberg. Über das Wüstfallen ist nichts bekannt. 1908 wurden die Gemeinden Heerda und Tambuchshof zum Gutsbezirk des ehemaligen Truppen- und heutigen Standortübungsplatzes Ohrdruf zusammengelegt.